# بيتروس نزاربجيان
بيتروس نزاربجيان (بالأرمنية: Պետրոս Նազարբեգեան)‏; (بالفارسية: پطروس نظربگیان) (موالید 6 مايو 1927 – وفيات 13 نوفمبر 2015) هو ملاكم إيراني راحل، مثّل بلاده في الألعاب الأولمبية الصيفية 1952.

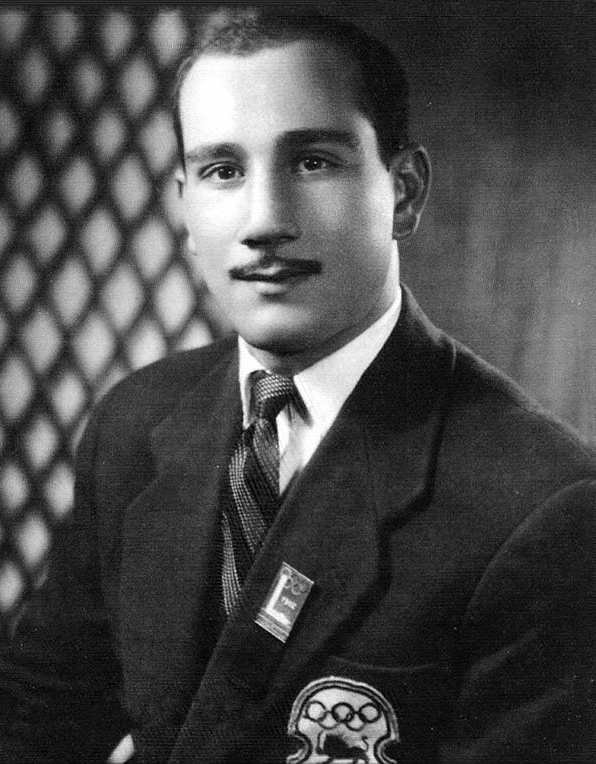
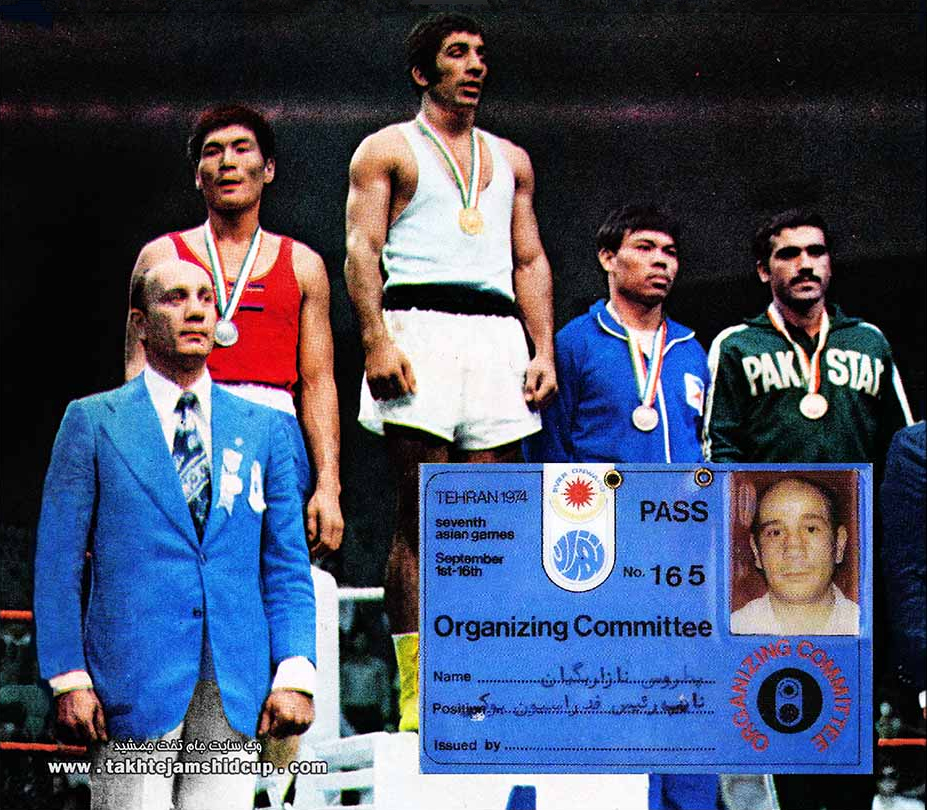
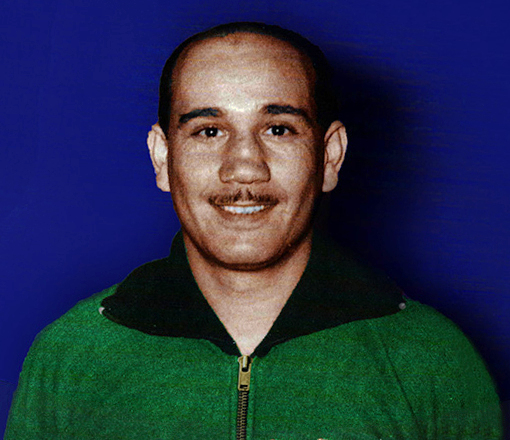
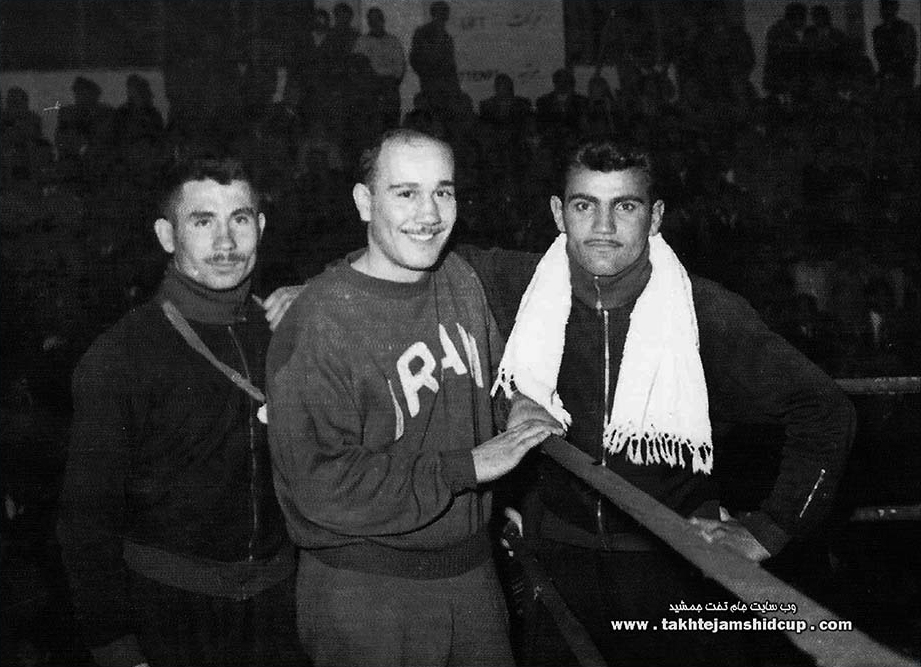

## روابط خارجية
بيتروس نزاربجيان على موقع أوليمبيديا (الإنجليزية)